# الدوري الإسواتيني الممتاز 2015–16
الدوري السوازيلاندي الممتاز 2015–16 هو موسم من الدوري السوازيلاندي الممتاز. فاز فيه رويال ليوباردس.